# Ghost Pilots
Ghost Pilots es un videojuego del género Matamarcianos de desplazamiento vertical para Arcade lanzado en 1991 por SNK para su placa Neo-Geo.

## Jugabilidad
El gameplay es sincero con elementos similares a, por ejemplo, la saga 19XX de Capcom , pero es difícil incluso en el nivel de dificultad más fácil. Diferente la mayoría de desplazamiento shooters, el vehículo es un seaplane en vez de spaceship o avión. Cuando el en-instrucciones de juego indican, moviendo el joystick alrededor de maniobras el seaplane. Pulsando los Unos fuegos de botón balas. El jugador también puede aguantar el Un botón para fuego semiautomático. Pulsando el B bombas de lanzamientos del botón del inventario. Los inicios de jugador con tres bombas.
Luego el jugador tiene que escoger los tipos de bomba para el seaplane. En el primera y última etapas, el jugador tiene una elección para empezar cualquiera el mega bomba o el magnético warhead. En la etapa de huelga del mar, el jugador también tiene la elección de la bomba de llama gasista. En la etapa de ataque aéreo, el jugador también tiene la elección de minas de aire. En un juego de dos jugadores, ambos jugadores no pueden escoger el mismo tipo de bomba.
El jugador tiene que aviones de batalla, tanques, cañoneros, jets y muchas otras unidades. A lo largo del poder de manera-ups puede ser recogido para potencia de fuego más fuerte y más extendida, medallas de estrella pueden ser recogidas para puntos de bonificaciones y las bombas pueden ser añadidos al inventario. Un jugador puede tener un máximo de nueve bombas. Pronto el jugador tiene que afrontar un jefe grande, constando de bombarderos de jumbo, tanques enormes y otras máquinas de guerra grandes. Las necesidades de jugador para apuntar para puntos débiles para destruir los jefes. Algunos jefes despiden peligrosos fireballs que la ruptura cuándo disparada por el jugador, haciendo la batalla más difícil. El jugador está destruido cuándo disparado una vez por fuego de enemigo o carneros a una unidad de enemigo, entonces el jugador tiene que continuar con el próximo seaplane dejó en el inventario. La primera etapa es en dos separa cuál significa no hay ningún punto de asistencia en entre. Cuándo el jugador logra un punto de asistencia, la puntuación global está aumentada. Después de que la primera etapa el jugador puede escoger hacer tampoco la etapa de huelga del mar o la etapa de ataque aéreo luego. La etapa de huelga del mar consta de mayoritariamente mar y unidades de tierra mientras la etapa de ataque aéreo consta de una mayoría de unidades de aire. Si el jugador lo hace pasado tanto etapas, la última etapa es en dos partes y entonces el jugador tiene que afrontar un jefe de tanque la medida de una ciudad para ganar el juego.

## Recepción
En su lanzamiento, Famicom Tsūshin puntuó la versión Neo Geo del juego con un 24 de 40.